# Kłodawa (Fluss)
Die Kłodawa (deutsch Kladau) ist ein 33,8 Kilometer langer Zufluss zur Motława (Mottlau) in der Woiwodschaft Pommern in Polen. Die Motława mündet ihrerseits in Danzig in die Tote Weichsel.

## Verlauf

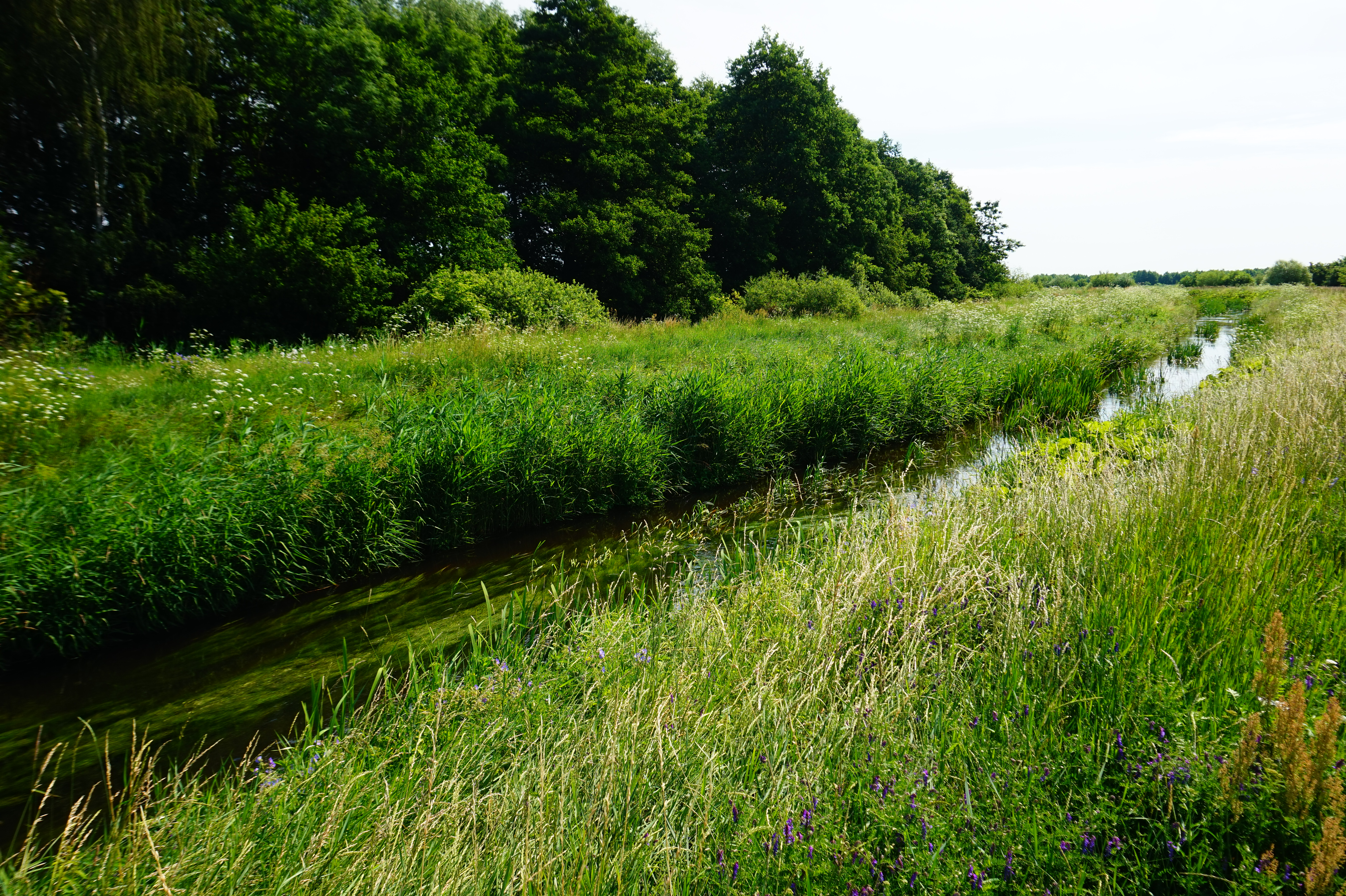
Bei Łęgowo in der Danziger Niederung

Das Flüsschen entspringt im 12,8 Hektar großen Jezioro Małe Mierzeszyńskie. Dieser See liegt nordwestlich des Ortes Mierzeszyn (Meisterswalde) im Osten der Kaschubischen Seenplatte. Die Kłodawa mäandert durch das Gebiet der Landgemeinde Trąbki Wielkie und berührt auch kurz das Gemeindegebiet von Kolbudy (Ober Kahlbude). Bei Warcz (Wartsch) bildet sie in einem gefluteten Gebiet des Kohlentagebaus einige Teiche. Östlich von Kleszczewo (Groß Kleschkau) steht die tief eingeschnittene Dolina Kłodawy (Kladautal) auf einer Länge von 1600 Metern unter Naturschutz. Hinter dem gleichnamigen Ort Kłodawa (Kladau) wird das Gebiet der Landgemeinde Pruszcz Gdański (Praust) mit den Orten Żukczyn (Suckschin), Rusocin (Russoschin) und Łęgowo (Langenau) durchzogen. Nach der Danziger Höhe mit relativ hohem Gefälle wird die Danziger Niederung östlich von Łęgowo in einem drei Kilometer langen Kanal durchflossen. Sie bildet dort zuerst die Grenze zwischen den Landgemeinden Pruszcz Gdański und Pszczółki (Hohenstein). Auf dem Gebiet der Landgemeinde Suchy Dąb (Zugdam) mündet die Kłodawa jenseits des Dorfs Grabiny-Zameczek (Herrengrebin) in die Motława.

## Geschichte

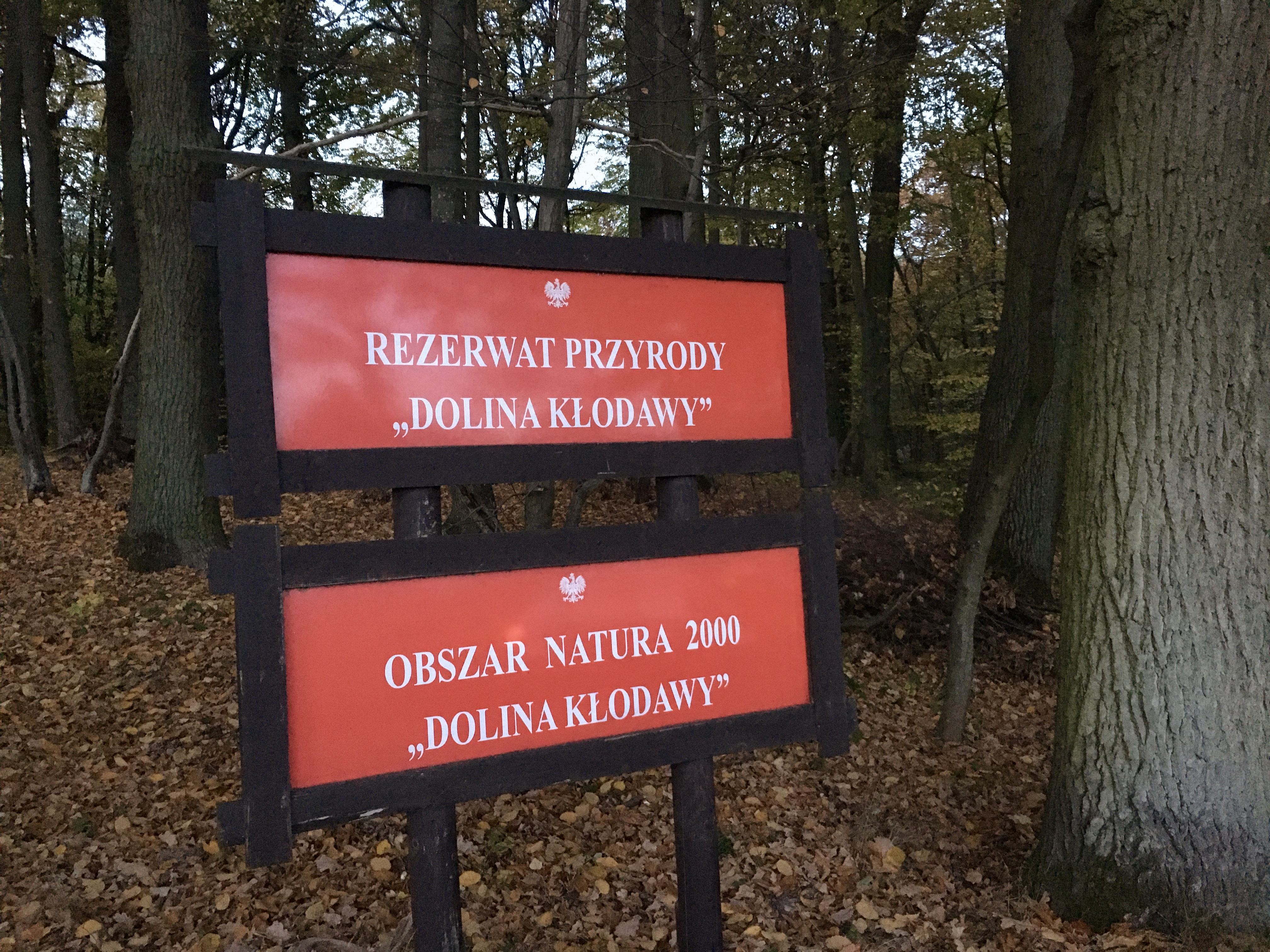
Schild des Schutzgebiets

Die 1875 bestehende Wassermühle in Kladau wurde in den 1920er Jahren durch ein kleines Wasserkraftwerk ersetzt. Das gesamte Gebiet gehörte von 1920 bis 1939 zur Freien Stadt Danzig.
Im Juli 2020 kam es im Nebenfluss Styna zu einem Fischsterben. Es wurden hauptsächlich tote Forellen gefunden.

## Naturreservat Dolina Kłodawy
Das Rezerwat przyrody Dolina Kłodawy (Naturreservat Kladautal) wurde im Dezember 1999 als Naturschutzgebiet ausgewiesen und später in das Netz Natura 2000 integriert. Es umfasst eine Fläche von 10,4 Hektar mit einer Pufferzone von 14,8 Hektar. Zum Baumbestand gehören Eschen und Erlen an der Kłodawa sowie Eichen und Hainbuchen an den Hängen des Tals. Die Flora umfasst zudem seltene Waldpflanzen.